# Società Sportiva R.I.A.C. Fiamma Ambrosiana 1985-1986
Questa voce raccoglie le informazioni riguardanti la Società Sportiva R.I.A.C. Fiamma Ambrosiana nelle competizioni ufficiali della stagione 1985-1986.

## Organigramma societario
- Fabrizio Levati - Vice presidente
- Emanuele Ceraso - Consigliere

## Rosa
Rosa aggiornata alla fine della stagione.
| N. |                   | Ruolo | Calciatrice          |
| -- | ----------------- | ----- | -------------------- |
|    | Italia (bandiera) | C     | Cinzia Bertarini     |
|    | Italia (bandiera) | D     | Chiara Boschini      |
|    | Italia (bandiera) | P     | Mariangela Bonanomi  |
|    | Italia (bandiera) | C     | Eleonora Brambilla   |
|    | Italia (bandiera) | P     | Rossana Cassani      |
|    | Italia (bandiera) | D     | Elena Castellani     |
|    | Italia (bandiera) | A     | Francesca De Maco    |
|    | Italia (bandiera) | D     | Tiziana D'Orio       |
|    | Italia (bandiera) | C     | Elisabetta Filippini |

| N. |                   | Ruolo | Calciatrice         |
| -- | ----------------- | ----- | ------------------- |
|    | Italia (bandiera) | C     | Silvana Frigo       |
|    | Italia (bandiera) | P     | Gabriella Marcelli  |
|    | Italia (bandiera) | A     | Elena Marinelli     |
|    | Italia (bandiera) | A     | Silvana Mazzoleni   |
|    | Italia (bandiera) | D     | Marina Modesti      |
|    | Italia (bandiera) | D     | Adonella Moscatelli |
|    | Italia (bandiera) | C     | Wilma Panzeri       |
|    | Italia (bandiera) | D     | Rosella Sironi      |
|    | Italia (bandiera) | A     | Ernesta Venuto      |